# Haplophyllum bungei
Haplophyllum bungei är en vinruteväxtart som beskrevs av Ernst Rudolf von Trautvetter. Haplophyllum bungei ingår i släktet Haplophyllum och familjen vinruteväxter. Inga underarter finns listade i Catalogue of Life.